# Thomas Sidney Cooper

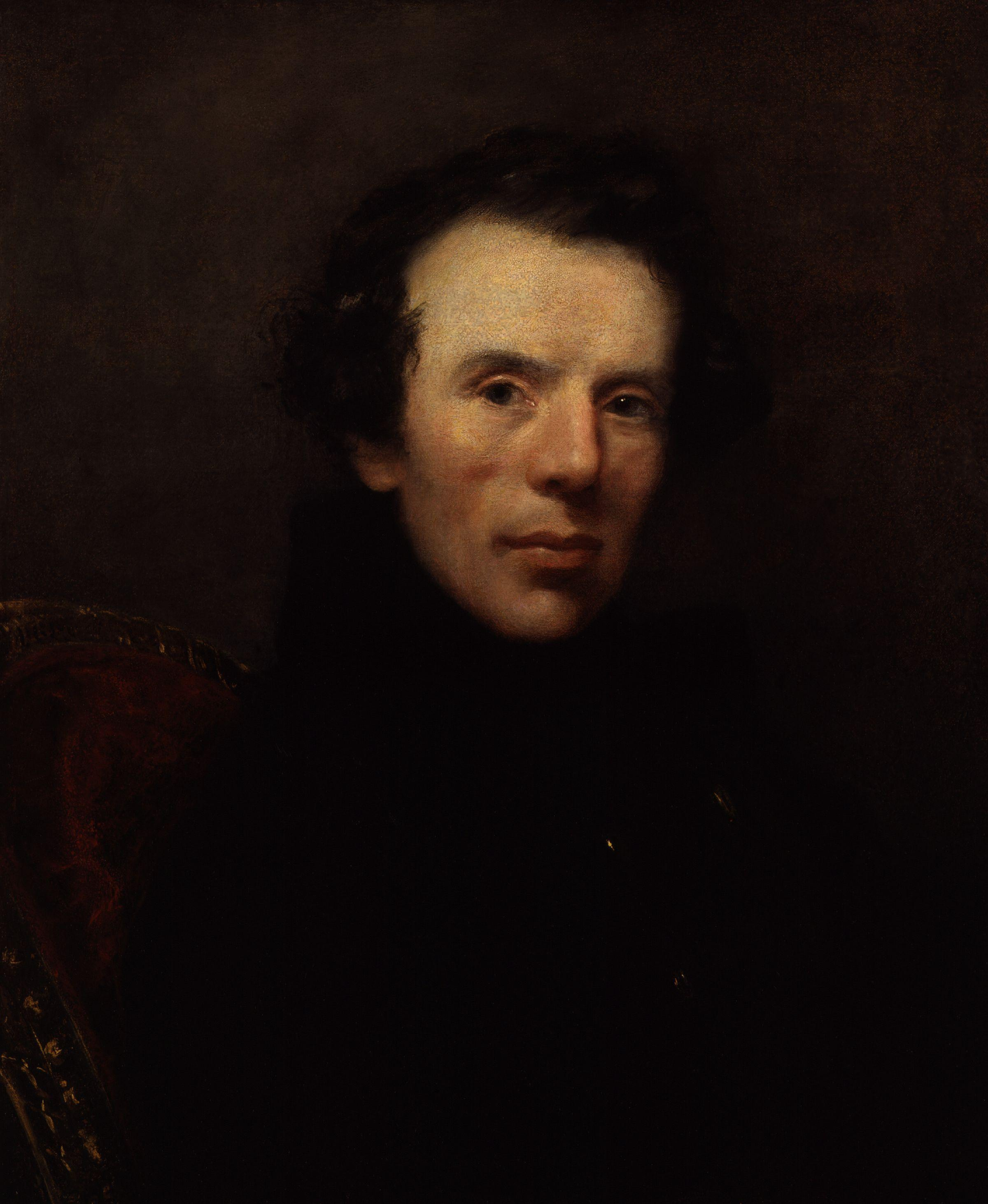
Thomas Sidney Cooper; Walter Scott, um 1850

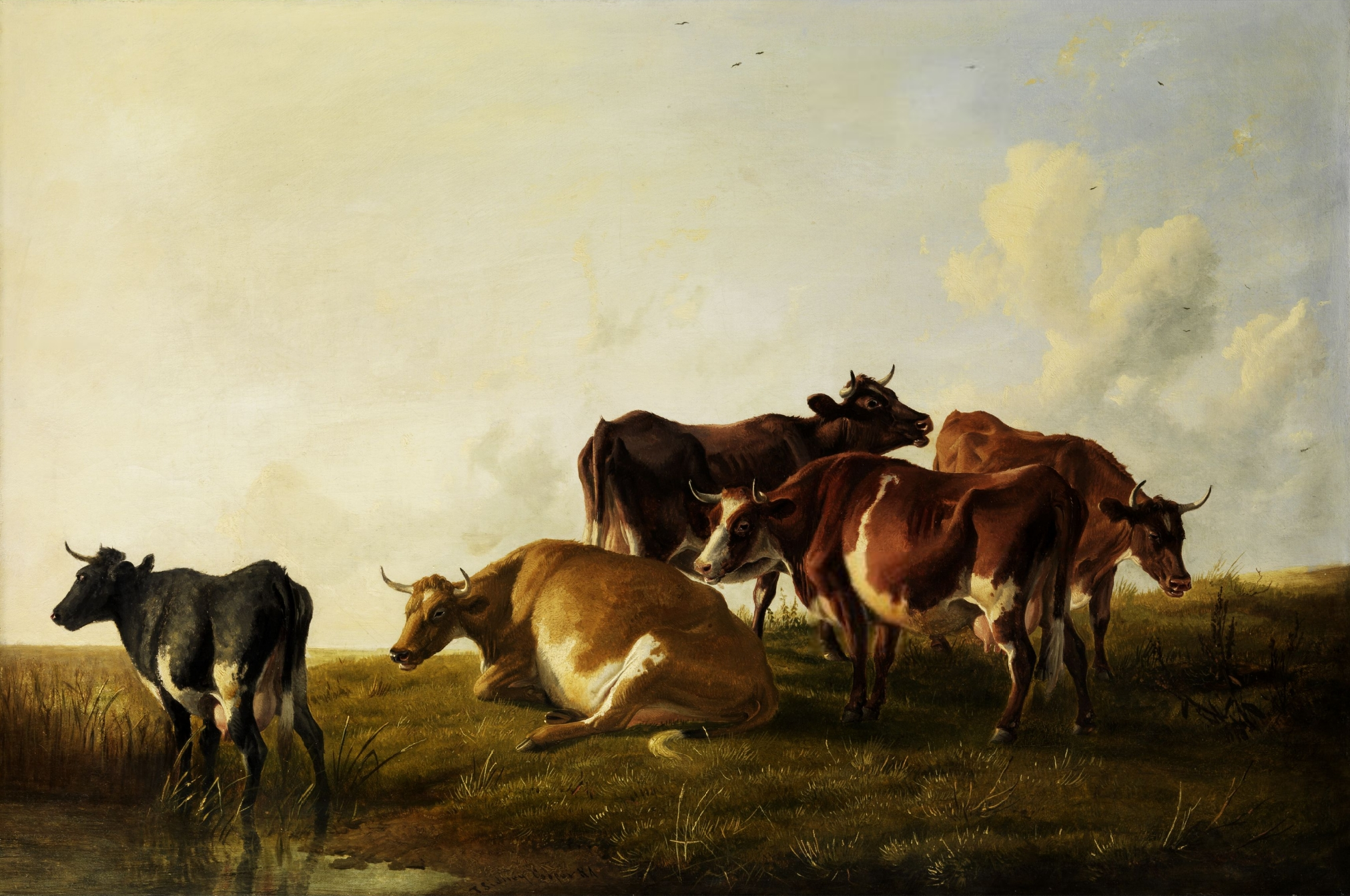
Cattle in the pasture; Thomas Sidney Cooper, 1881

Thomas Sidney Cooper RA (* 26. September 1803 in Canterbury; † 7. Februar 1902 in London) war ein englischer Landschafts- und Tiermaler, insbesondere bekannt für seine Darstellungen von Rindern und Schafen.
In seiner frühen Kindheit arbeitete Cooper in der Werkstatt eines „Coach-Painters“ und versah Holz- und Metallteile von Kutschen und Fuhrwerken mit Schutzanstrichen. Später war er zeitweise auch als Bühnenmaler beschäftigt, bevor er 1823 nach London zog. Dort ging er zuerst zum Zeichnen und Malen ins Britische Museum und nahm dann ein Kunststudium an der Royal Academy of Arts auf. Danach kehrte Cooper wieder nach Canterbury zurück, wo er seinen Lebensunterhalt durch Zeichenunterricht und den Verkauf von Bildern bestritt.
1827 ging Cooper nach Brüssel, wo Eugène Joseph Verboeckhoven sein Lehrer war, und wo er durch das Studium der Holländischen Schule des 17. Jahrhunderts seine Fähigkeiten als Landschafts- und Tiermaler vervollkommnete.
1830 kehrte Cooper nach England zurück. 1833 konnte er seine ersten Bilder in der Royal Academy präsentieren und entwickelte von da an eine rege Ausstellungstätigkeit, auch in anderen Instituten. Seine Landschafts- und Tierbilder, vornehmlich mit Darstellungen von Rindern und Schafen, wurden zunehmend gefragt. Zu den  bekanntesten seiner mehreren hundert Werke gehören: Drovers crossing Newbigging Muir in a Snowdrift, East Cumberland (1860), The Shepherd’s Sabbath (1866), Milking Time in the Meadows (Diploma picture, 1869), sowie die Studien von Bullen: The Monarch of the Meadows (1873) und Separated but not Divorced (1874).
1867 wurde Cooper  Mitglied der Royal Akademie. Die 1865 in seinem Geburtshaus eingerichtete „Sidney Cooper Art Gallery“ überließ er 1882 der Stadt Canterbury. Seine Autobiografie erschien 1891 unter dem Titel „My Life“.
Thomas Sidney Coopers Sohn, Thomas George Cooper (1857–1896), eiferte seinem Vater als Tier- und Landschaftsmaler nach, vergleichbare Erfolge blieben ihm jedoch verwehrt.